# Кашкулак-Сай
Кашкулак-Сай (кирг. Кашкулак-Сай) — село в Джалал-Абадской области Кыргызстана. Административно подчинено администрации города Таш-Кумыр.

## География
Село расположено в южной части области, к востоку от реки Нарын, на расстоянии приблизительно 9 километров (по прямой) к югу от города областного подчинения Таш-Кумыр.

## Население
Согласно оценочным данным Национального статистического комитета Кыргызской Республики, численность населения села на начало 2023 года составляла 486 человек.
| год     | 2009 | 2014 | 2015 | 2020 | 2021 | 2023 |
| ------- | ---- | ---- | ---- | ---- | ---- | ---- |
| человек | 285  | 290  | 297  | 414  | 455  | 486  |